# Wolseley Hornet Six
La Wolseley Hornet est une automobile légère six cylindres de douze chevaux fiscaux commercialisée en berline, coupé et randonneuse ouverte deux places ainsi que les habituels châssis roulants pour carrosserie sur mesure. Produit par l'ancien constructeur anglais Wolseley Motors Limited entre 1930 et 1936, la Hornet fut dévoilée au public à la fin du mois d'avril 1930. Wolseley avait été acheté aux curateurs par William Morris en 1927. 
Le minuscule moteur de six cylindres de cette voiture fut décrit par le magazine Motor Sport comme une miniature, reflétant la brève vogue des moteurs à 6, 8, 12 et 16 cylindres censés vibrer moins, à une époque où tous les moteurs étaient boulonnés directement sur le châssis. Cette vogue se tarit à l'apparition des montures souples qui améliorèrent grandement le confort. Les moteurs à arbre à cames en tête de la Hornet Six étaient tellement bons que les voitures construites sur le châssis Hornet Spécial développèrent une réputation exceptionnelle sur la route et en compétition club.
L'offre initiale était quelque chose de petit mais puissant pour sa taille. En outre, quatre passagers pouvaient être transportés dans la très légère voiture. Cependant, le marché demanda bientôt plus d'espace et plus de confort, et la nature de la voiture changea. Cela fut contré par la fabrication et la vente de la Spéciale équipée d'un moteur aux réglages encore plus sportifs. La dernière Hornet fut remplacée, à la suite de l'acquisition de Wolseley par Morris Motors, par la Wolseley 12/48, qui était une Morris portant la marque Wolseley, annoncée le 24 avril 1936.

## Carrosseries

### 1930

#### Offre initiale
Annoncée à la fin du mois d'avril 1930 — la propriété était tout à fait distincte de Morris Motors — la première Wolseley Hornet était une berline Morris Minor 2 portes, 4 places, pourvue d'un logement moteur prolongé pour faire place à un petit moteur à six cylindres à la place des quatre-cylindres habituellement utilisés dans ce type de voiture.
La nouvelle Hornet était fournie en berline fermée à quatre places et deux portes avec carrosserie de carrossier ou, pour 10 £ de moins, une carrosserie tissu, ouverte à deux places ou comme simple châssis roulant laissant au propriétaire le choix de la carrosserie.

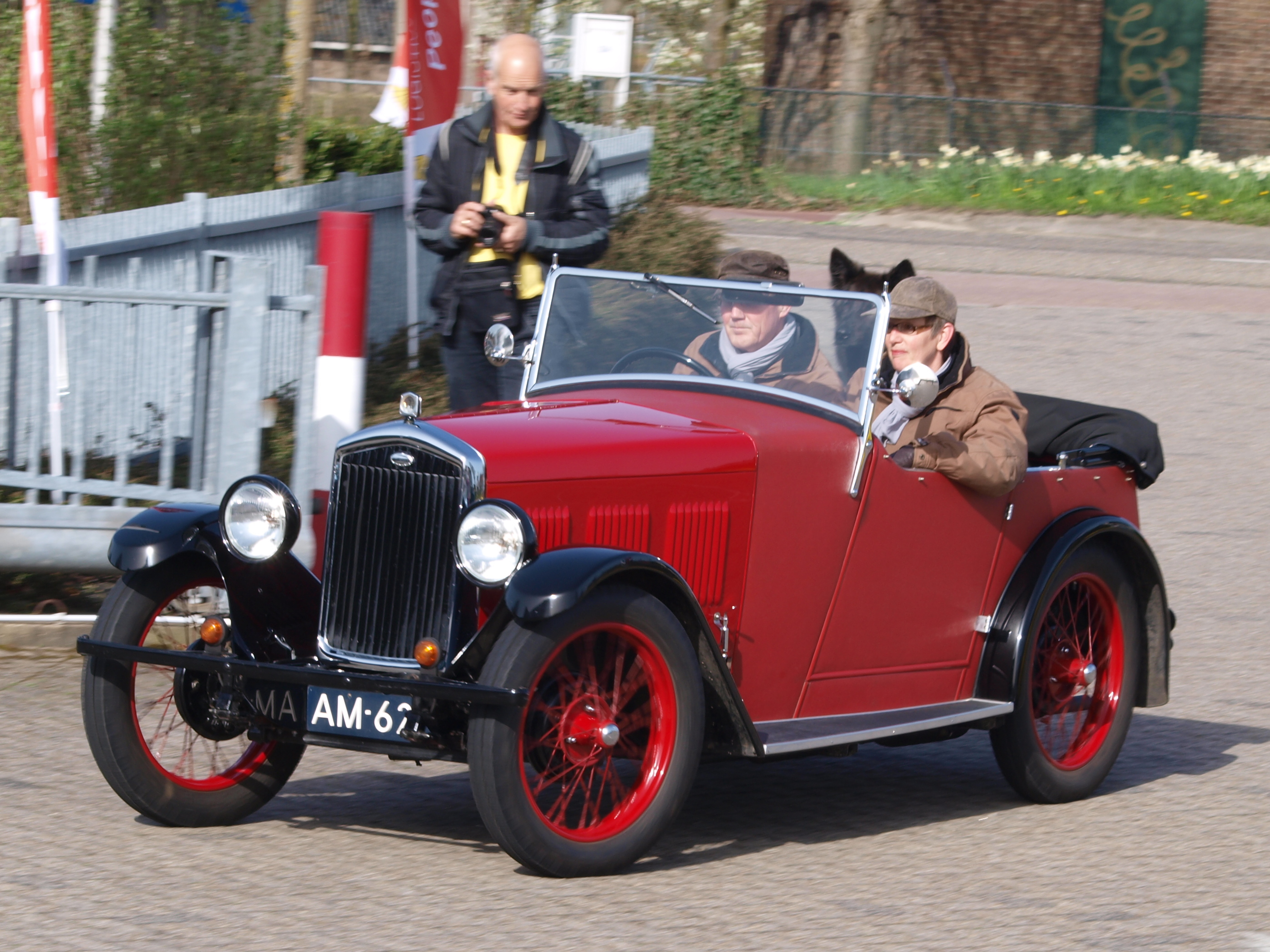
Carrosserie tissu ouverte 4 places, par Jarvis, 1930, Roues à fil à 5 broches de la berline.

#### Révision
À l'automne 1930, le manque de place intérieure et l'accès difficile fut reconnu par Wolseley et de nouvelles carrosseries à quatre places et deux portes furent fournies, qui furent considérablement plus longues et plus larges avec des portes plus larges.
Des toits soleil sont maintenant disponibles. Les sièges avant baquets sont réglables et Wolseley proclamait que la banquette arrière donnait beaucoup de place aux jambes et têtes de deux adultes. Les quatre fenêtres pouvaient s'ouvrir et avait des dispositifs de verrouillage. Le verre de sécurité a été utilisé partout.

#### Catalogue du 30 avril 1931
Offre initiale restant disponible
Berline Tissu 175 £
Berline Carrossée 185 £

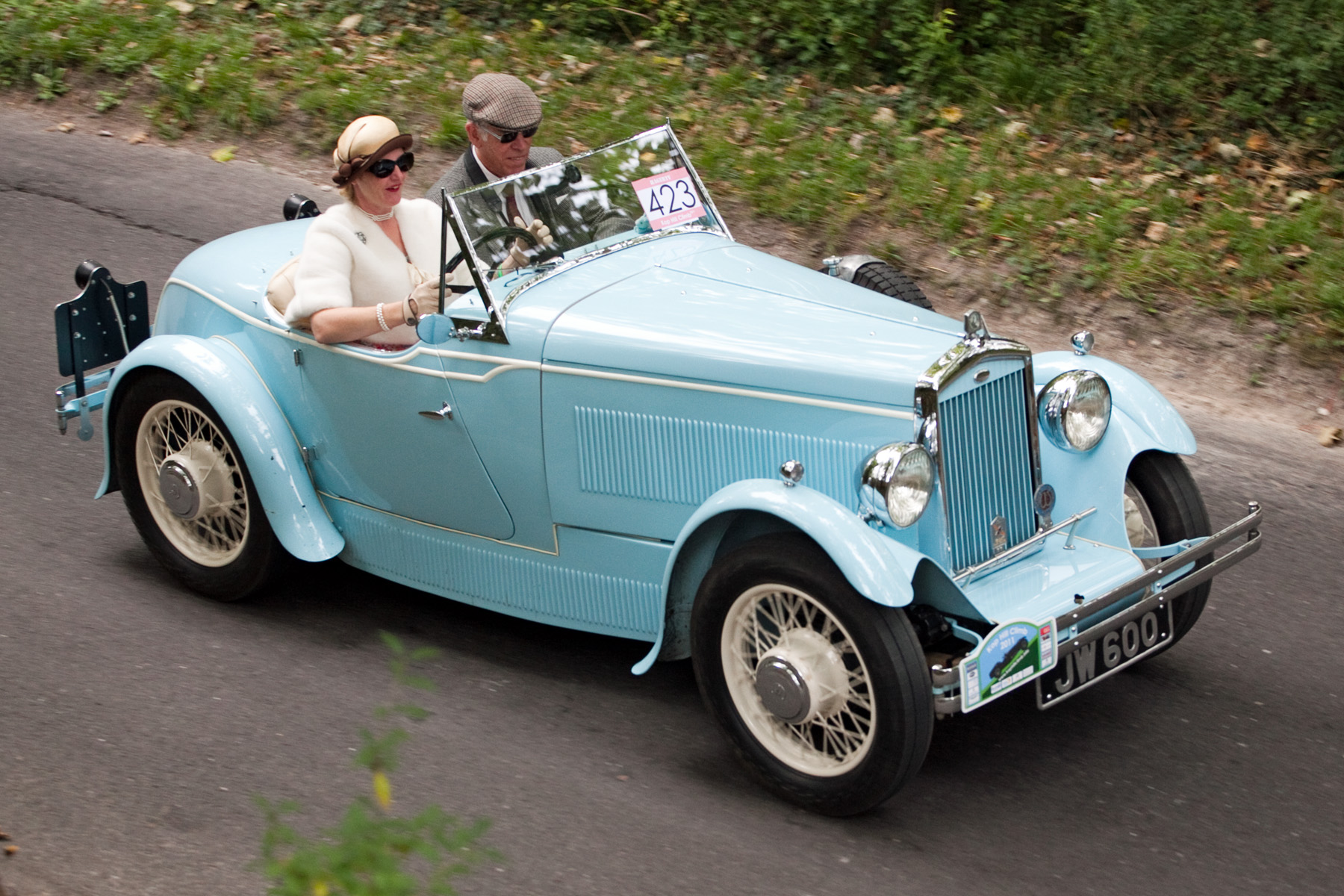
La 2 places ouverte carrossée par Swallow, 1931,
au Kop Hill climb 2012, roues Magna

Modèle avec carrosserie plus longue et plus large:
Berline Tissu 185 £
Berline Tissu soleil (à toit ouvrant) 187,10 £
Berline Carrossée soleil 195 £
Semi-sportive à deux places 198 £
Coupé deux places 215 £

#### Carrossiers

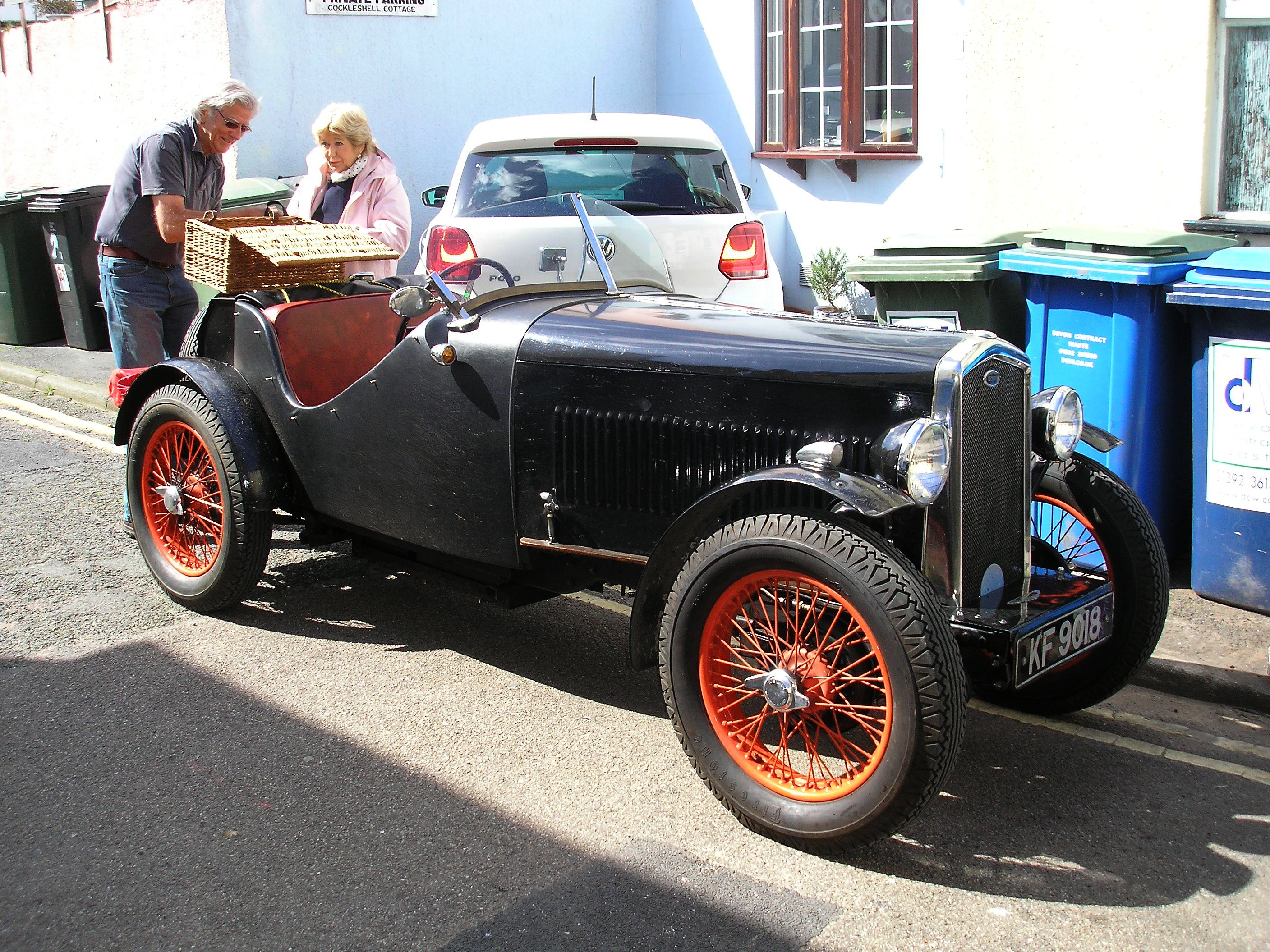
2 places ouverte avec roues à rayons à fixation centrale Rudge-Whitworth

Certains des carrosseries populaires ont été faites par:
- Swallow Coachbuilding (S. S.) : 2 places ouverte à 220 £, 4 places 225 £
- Boyd-Charpentier[note 1]: 2 places ouverte 232,10 £, coupé fermé 250 £
- Abbey : 4 places ouverte 235 £
- Eustace Watkins: 4 places ouverte 220 £, EW Tickford coupé 245 £

### 1931 Salon De L'Automobile De l'Olympia
Répondant à la demande Wolseley présenta une berline quatre portesbeaucoup plus spacieuse, avec des fenêtres qu'on pouvait abaisser.
Un mois avant le salon de l'Automobile, la présentation du modèle fut faite aux agents de tout le pays à Birmingham. Un changement de conception de l'arbre à cames a permis une plus courte baie moteur qui pouvait maintenant être placé plus en avant sur le châssis et la carrosserie rendue plus spacieuse. Une boîte à quatre vitesses à troisième silencieuse fut ajoutée à l'équipement de la voiture.
Le magazine Autocar a publié son test routier le jour de l'annonce, le 25 septembre 1931. Les essayeurs d'Autocar félicitaient le déplacement du moteur de 20 cm vers l'avant, la répartition du poids était meilleure et le trajet plus confortable pour tous les passagers, on ne les jetait plus sur les plus épouvantables surfaces, et pas de tangage. Le poids et la résistance au vent ont été augmentés, mais à 103 km/h, cette voiture était plus rapide que la dernière Hornet testée. La performance de la nouvelle troisième vitesse dans la nouvelle boîte à quatre vitesses fut très admiré. « Au total, la nouvelle Wolseley Hornet est une jolie petite voiture. Elle offre un très haut degré de confort et de commodité, possède des excellentes performances, et fonctionne avec une raffinement complet. Elle donne une combinaison extraordinaire d'économie et de capacité de faire tout ce dont la majorité des propriétaires peuvent avoir besoin ».
Un lecteur du XXIe siècle pourrait mieux comprendre les difficultés de changement de vitesse des débuts de l'automobile, aggravées par le manque de synchronisation, avec la lecture de cet extrait de cet essai d'Autocar de 1931: « Pour obtenir le meilleur de la voiture, il est souhaitable d'utiliser la boîte de vitesses sensiblement, et de rétrograder tôt… C'est une petite conséquence, pour la raison que le changement de vitesse est très facile à réaliser entre la quatrième et la troisième sans avoir à donner beaucoup d'attention à l'utilisation de la pédale d'accélérateur. Tout de même le changement de vitesse répond tout aussi bien au plus orthodoxe style de manipulation, et un peu de pratique avec le double embrayage et trouver les bonnes pauses donnent rapidement une maîtrise calme ».

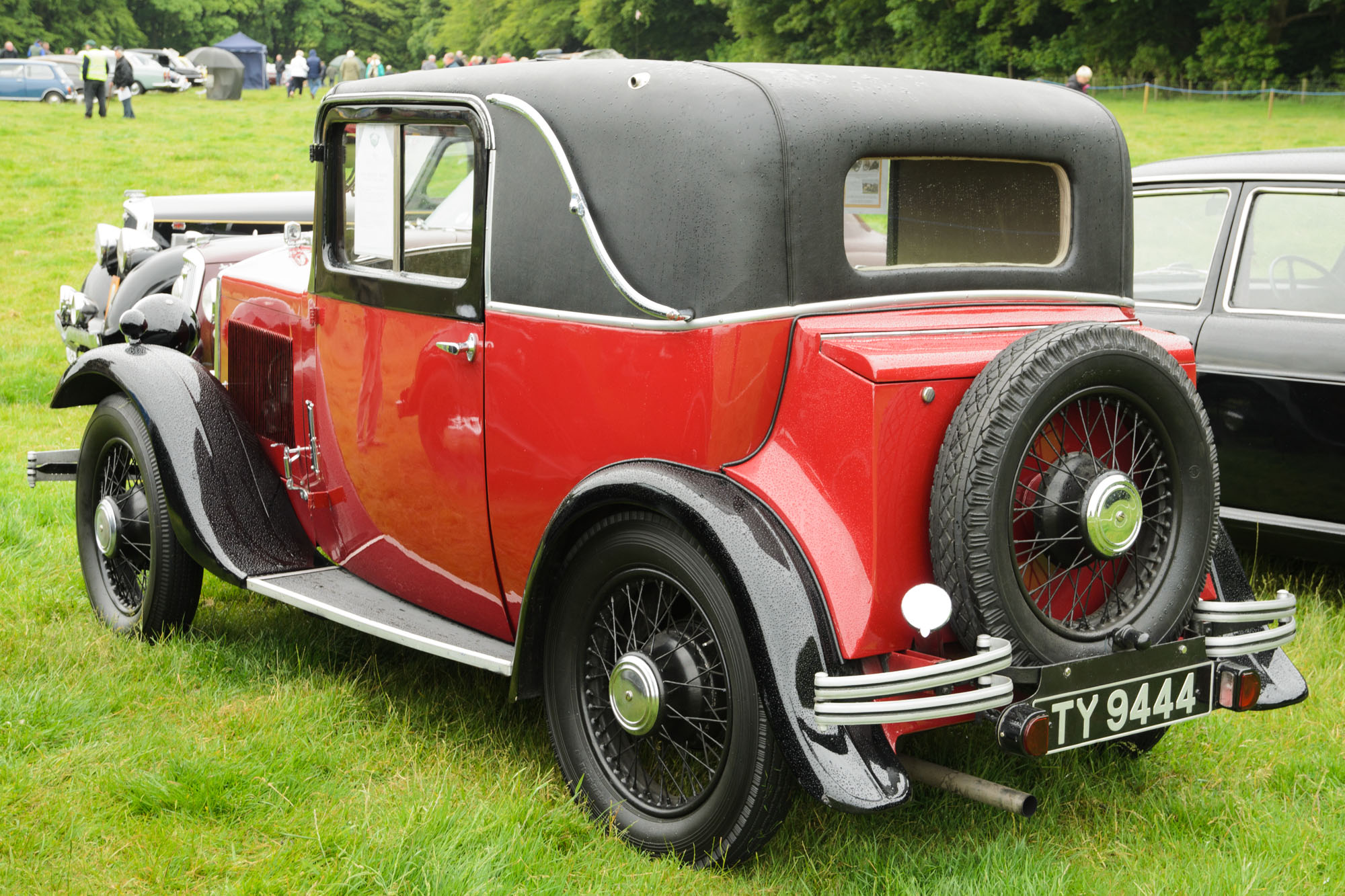
coupé 1932 Occasionnel Quatre

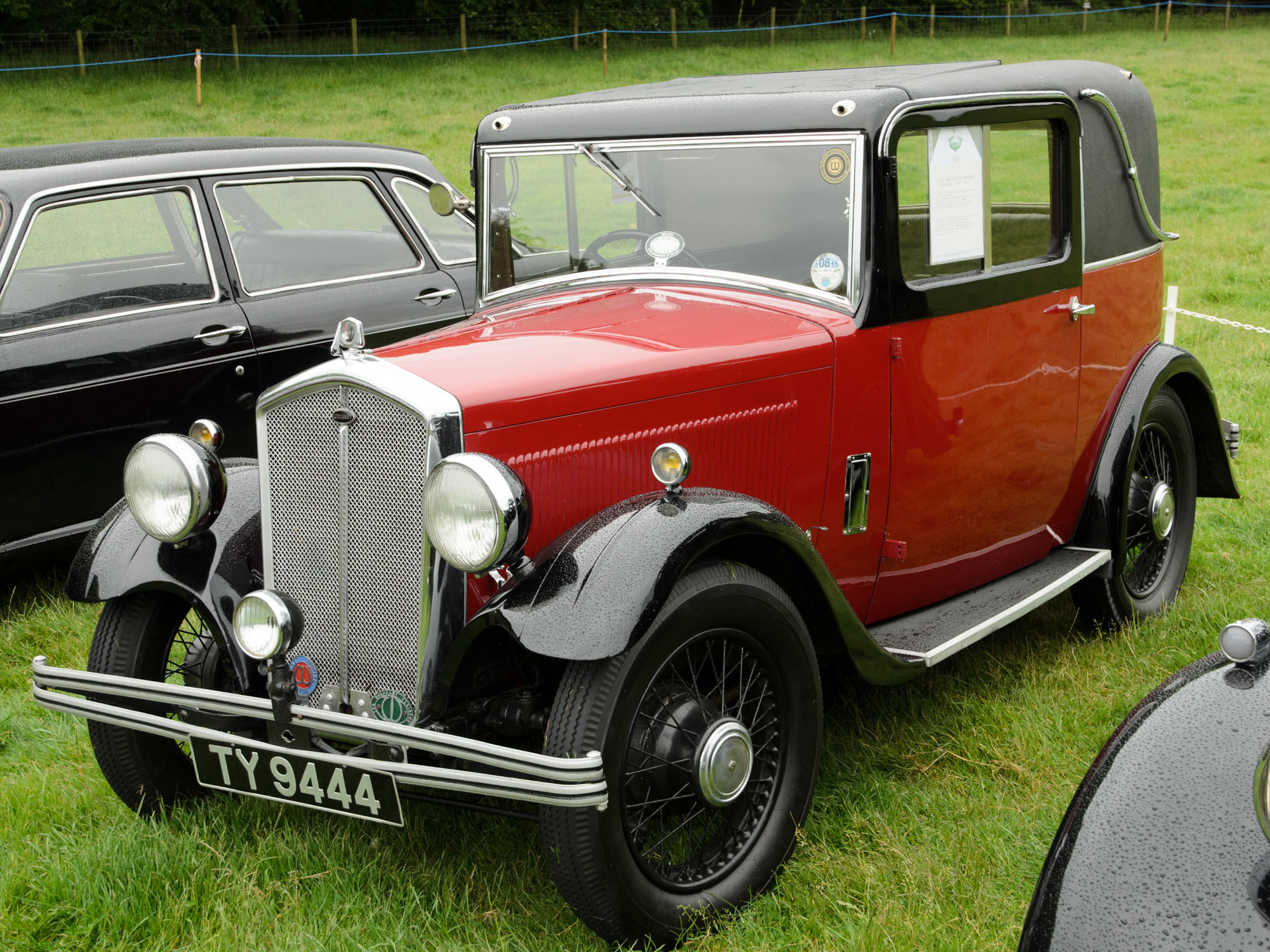
coupé 1932 Occasionnel Quatre

### 1932
En 1932 Wolseley a ajouté des coupés deux et quatre places à la gamme.
Deux berlines quatre portes six-fenêtres latérales avec finition intérieure en cuir doux et toit ouvrant furent exposées au salon de l'Olympia.

#### Châssis Spécial
Le 18 avril 1932, un châssis Spécial avec moteur et d'autres modifications fut mis à disposition uniquement comme châssis, à un coût de 175 £ et il se fit une réputation durable.

### 1933
Les Nouvelles Hornet furent exposées à l'Olympia à l'automne, à côté de la traditionnelle berline quatre portes et des coupés occasionnels quatre qui n'étaient pas munis de roue libre, mais avaient la boîte de vitesses à quatre rapports avec la troisième silencieuse et synchronisation sur tous les rapports sauf la première vitesse.
Deux nouveaux Hornet furent montrées: une berline quatre portes et une occasionnelle quatre sur un nouvel empattement de 2,41 m. Les moteurs des nouvelles voitures avaient un seul arbre à cames à la place des premières à deux arbres à chaîne d'entraînement. Les joints universels de l'arbre de propulsion étaient maintenant en métal, à la place de tissu précédemment. Sur les voitures à roue libre, le châssis était maintenant suspendu à l'arrière. Un redémarrage automatique du moteur était fourni. Des indicateurs de direction électriques sont intégrés dans les piliers de carrosserie.

### 1934
Une nouvelle forme de boîte de vitesses fut annoncée à l'automne 1934, la boîte à présélection avec petit levier sous le volant. À la main gauche du conducteur se trouvait un petit levier qui permettait de choisir la marche avant, le  neutre ou la marche arrière. Un type d'embrayage standard est actionné par la première partie du trajet de la pédale qui change ensuite les vitesses présélectionnées. Les rapports inférieurs avaient une roue libre bien qu'elle put être verrouillée sur la deuxième pour fournir le frein moteur.

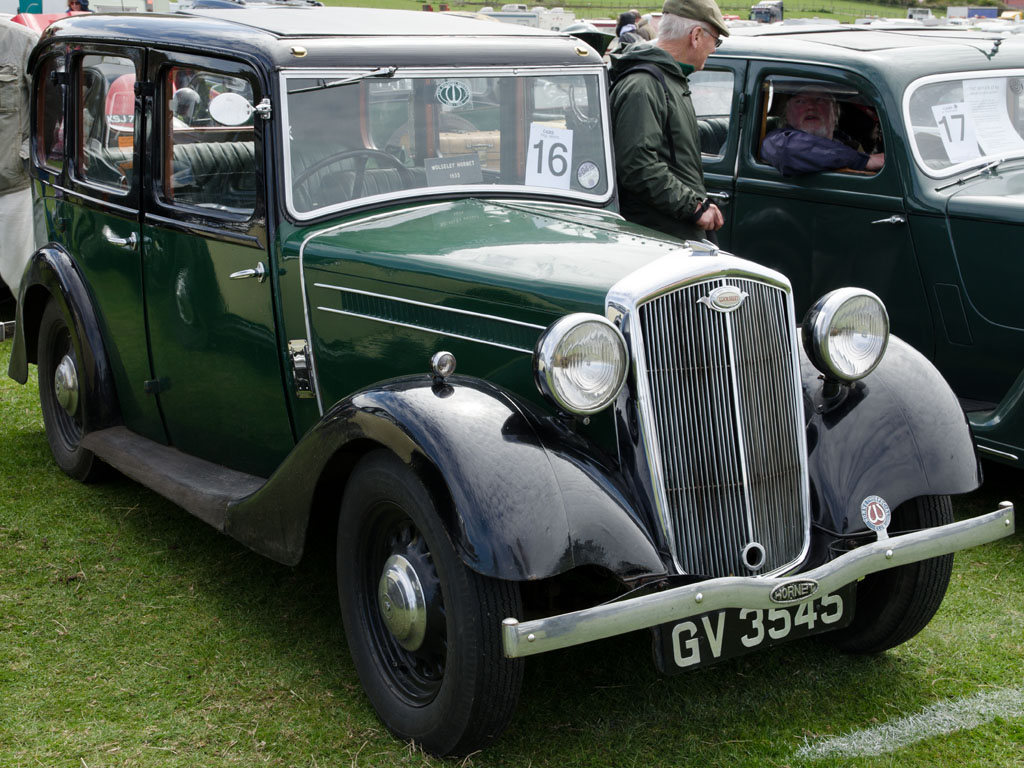
Nouvelle Hornet enregistrée en juillet 1935

### 1935
Les nouveaux modèles Hornet (et Wasp), plus puissants, plus spacieux et  de conception plus agréable à roues faciles à nettoyer furent dévoilés aux professionnels de l'automobile à Birmingham le 29 avril 1935. La gamme a été rationalisée et comprenait une berline et un coupé. Mais six semaines plus tard, à la mi-juin, il fut annoncé que W R Morris avait vendu Wolseley à Morris Motors et que le transfert de propriété prenait effet le 1er juillet 1935. de Sorte que lee Hornet berline et coupé 1935 furent remplacés douze mois plus tard par une Morris Douze étiquetée Wolseley 12/48.

## Post mortem
Lorsqu'elle est lancée en 1930, la Hornet est vendue au Royaume-Uni au prix de 175 £, ce qui pouvait être considéré comme un prix compétitif pour une berline avec la hausse exceptionnelle des performances, mais la berline gagna du poids et perdit sa réputation de bonne répartition de poids qui apporta aux premières Hornet beaucoup de leur succès.

## Moteurs Wolseley
Au début des années 1920 Wolseley était le plus grand fabricant de moteurs du Royaume-Uni, la sur-expansion avait fait la ruine des propriétaires de l'entreprise, mais Wolseley conserva une expertise technique considérable. Un résultat a été le grand succès du moteur six-cylindres à arbre à cames en tête équipant cette voiture. Wolseley Aero Engines Limited fut fondée vers 1931 spécifiquement pour se séparer et capitaliser sur cette expertise.
Lorsque Wolseley Motors Limited fut transférée à Morris Motors Limited au 1er juillet 1935, cette partie de son activité fut mise de côté par W. R. Morris et mise en propriété d'une société nouvellement constituée, Wolseley Aero Engines Ltd, qui demeura sa propriété personnelle et devint plus tard la Nuffield Mechanizations Limited.
William Morris commença à capitaliser les produits Wolseley en utilisant le moteur de 847 cm3 dans ses Morris Minor de  1928. Le moteur Hornet peut être considéré comme un moteur de Morris Minor de 1928 avec deux cylindres supplémentaires. Une re-conception des deux moteurs par la branche moteurs de Morris conduit à une réduction du coût du produit pour la gamme Morris, un moteur à soupapes latérales pour le Morris Minor deux places, d'abord appelée appelé la Morris Minor S. V. et annoncée à Noël en 1930. Le moteur OHC est conservé pour le reste de la gamme Minor, et ensuite dans la Famille Morris Eight. Toute la gamme Minor est remplacée par la gamme Morris Eight (avec un 918 cm3 à soupapes latérales) annoncée fin août 1934.
Une version de 1 378 cm3 à soupapes latérales du 6-cylindres a été utilisé dans la Morris Dix Six annoncée en août 1933.

### 1930
La nouvelle voiture reçoit un petit moteur six cylindres de 1 271 cm3 avec un seul arbre à cames en tête. L'arbre à cames en tête était devenu une coutume Wolseley inaugurée avec le 2 litres 16/45 6 cylindres annoncé en septembre 1926 — juste avant le changement de propriétaire.

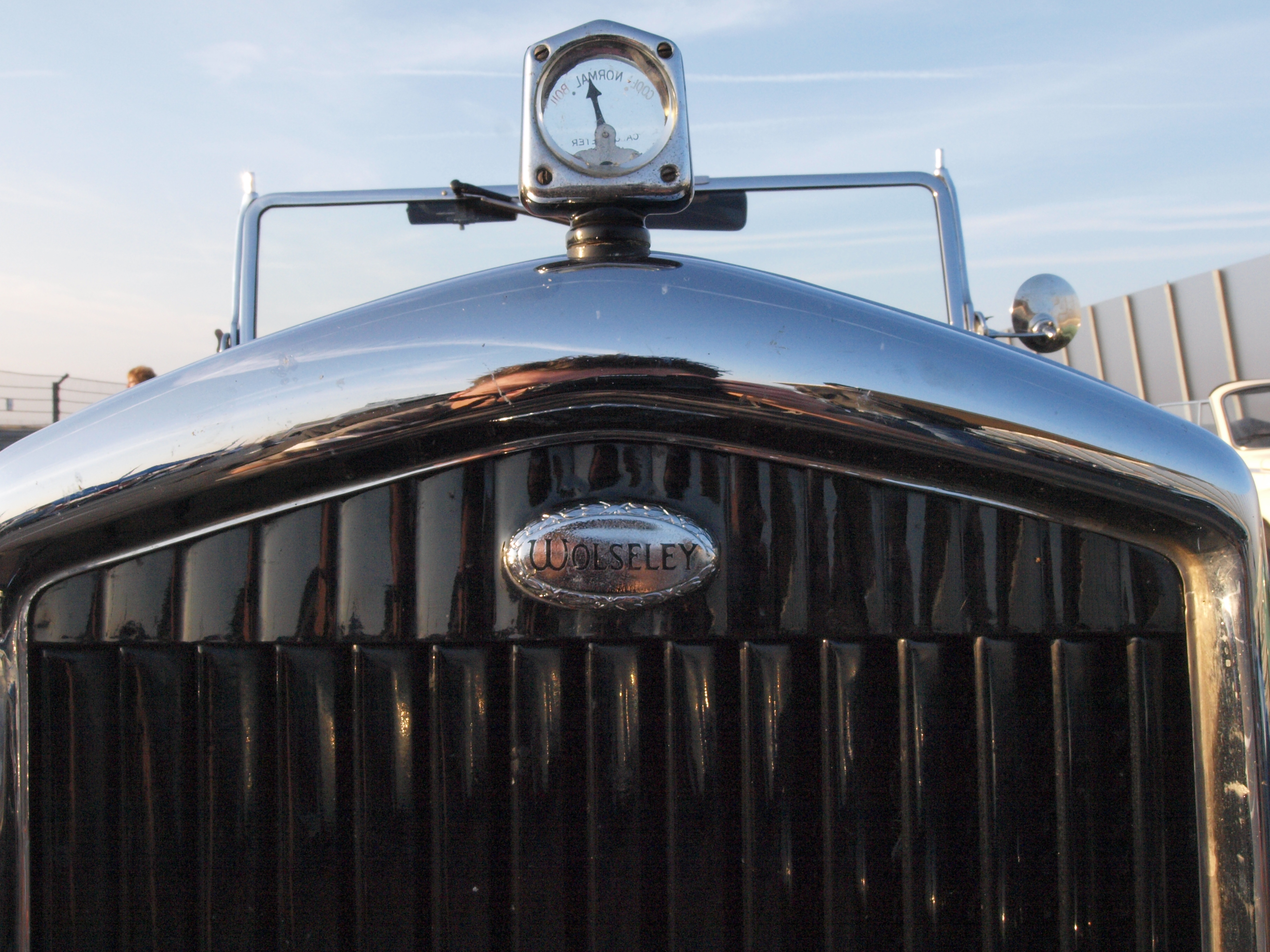
Offre initiale comprend des volets de radiateur à contrôle thermostatique

### 1931
Pour la nouvelle berline quatre portes annoncée en septembre 1931, le moteur a été modifié pour être plus court et il était avancé sur son châssis. La dynamo fut déplacée de l'avant vers le côté du moteur et l'entraînement de l'arbre à cames est désormais en deux étapes par chaîne à la place de la spirale d'engrenages coniques partant  de la dynamo.
Pendant ce temps la même conception de base, mais avec la dynamo verticale initiale, fut fournie par Wolseley à MG (qui est à ce moment également la propriété de William Morris, mais pas dans l'empire Morris Motors). La plus proche de la Hornet Spécial de 1932 fut la MG F-type, bien que les détails de châssis soient moins similaires, comme la Hornet avait des freins hydrauliques tandis que la MG avait un fonctionnement par câbles.

### 1934
Pour correspondre à la nouvelle carrosserie, le moteur a grandi à 1 378 cm3 par allongement de la course de 83 mm à 90 mm, mais il est resté un moteur 12 hp aux yeux de la taxe.
Des châssis Hornet Spécial furent disponibles avec la même course longue et un alésage passant de 57 mm à 61,5 mm, pour une cylindrée de 1 604 cm3. Ce moteur élargi venait de la Wolseley New Fourteen.

## Moteurs MG

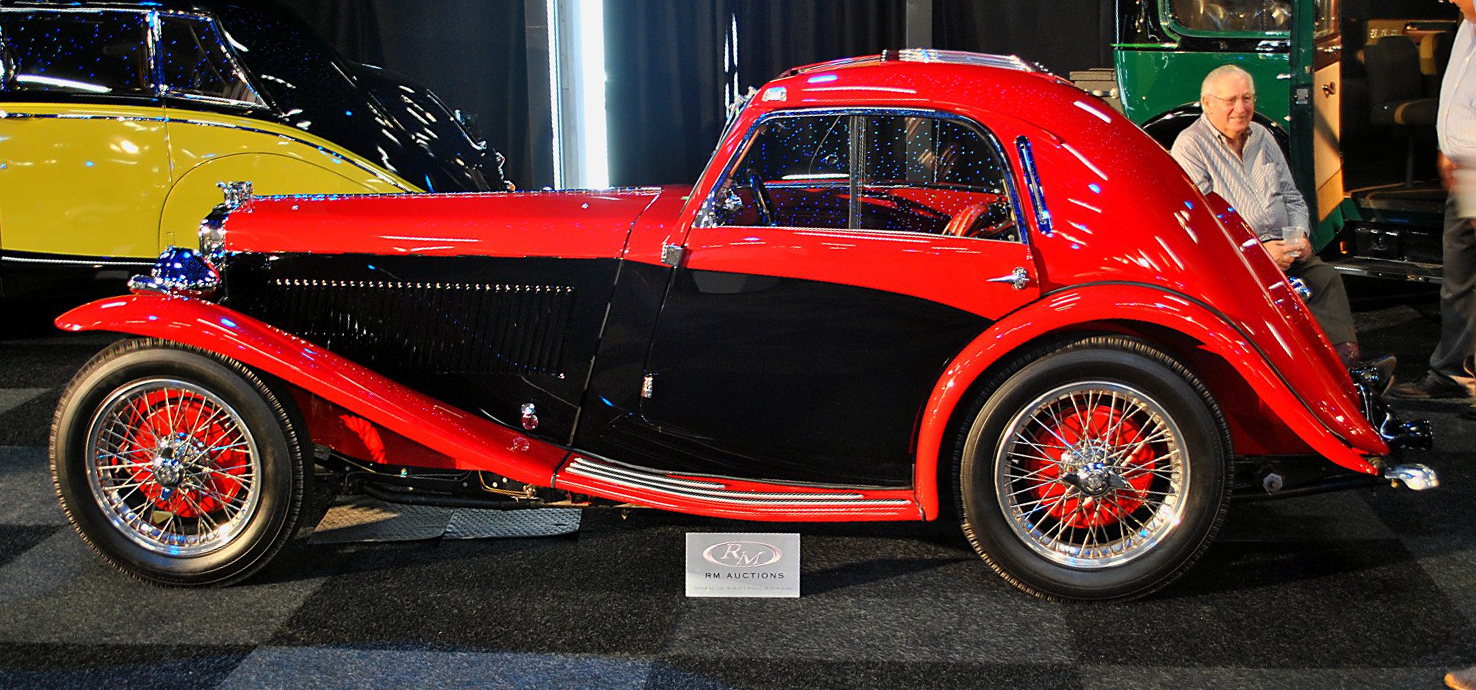
MG Magnette Airline Coupé
alimenté par un 1271 cm3 Wolseley Hornet 6

Ce moteur a également été utilisé dans la MG type F et MG type L Magnas, et les MG type K et MG type N Magnette, et une version à soupapes latérales dans les voitures Morris. Une version à course raccourcie est à la base des moteurs des voitures de course MG Q-type et MG R-type.

## Freins, suspension et direction
La direction est par roue et vis sans fin, les ressorts avant et arrière sont à lames semi-elliptiques contrôlés par amortisseurs hydrauliques  Luvax, des freins hydrauliques Lockheed sont montés sur les quatre roues.
La spécification standard comprend l'éclairage à douze volts, des phares de route et de croisement à commande électrique et des combinés stop et feux arrière, un essuie-glace unique, avec possibilité d'en monter un second, finition chrome sur toutes les parties lumineuses, jauge à essence, pare-chocs, etc. La roue de secours se cache sous un couvercle en métal sur le panneau arrière et une il y a une grille à bagages rabattable.
Bien qu'à partir de septembre 1931 la berline fut fournie avec une boîte à quatre vitesses, les voitures deux-portes étaient disponibles avec une boîte de vitesses à trois rapports.

## Essai routier de la berline

### 1933
Les correspondants du Times commentent au début 1933 : « la voiture a une grande carrosserie pour son empattement, avec un moteur bien avancé, et la carrosserie prenant nettement derrière l'essieu arrière, offrant un bon espace intérieur pour les jambes, les coudes et la tête… Le grand pare-brise pouvait s'ouvrir plus loin… . Il y a une ventilation, et les sièges avant sont réglables. Au-dessous de l'indicateur de température sur le radiateur, il y a un badge de marque illuminé. Le moteur est plutôt tranquille… et la troisième est là pour être utilisée. Les actions de changement de vitesse furent normales mais un peu de soin est nécessaire pour éviter de gratter, la deuxième vitesse pourrait être plus calme. La suspension permet trop de mouvement à l'arrière… . Cette Wolseley Hornet est une élégante voiture ».

### 1935

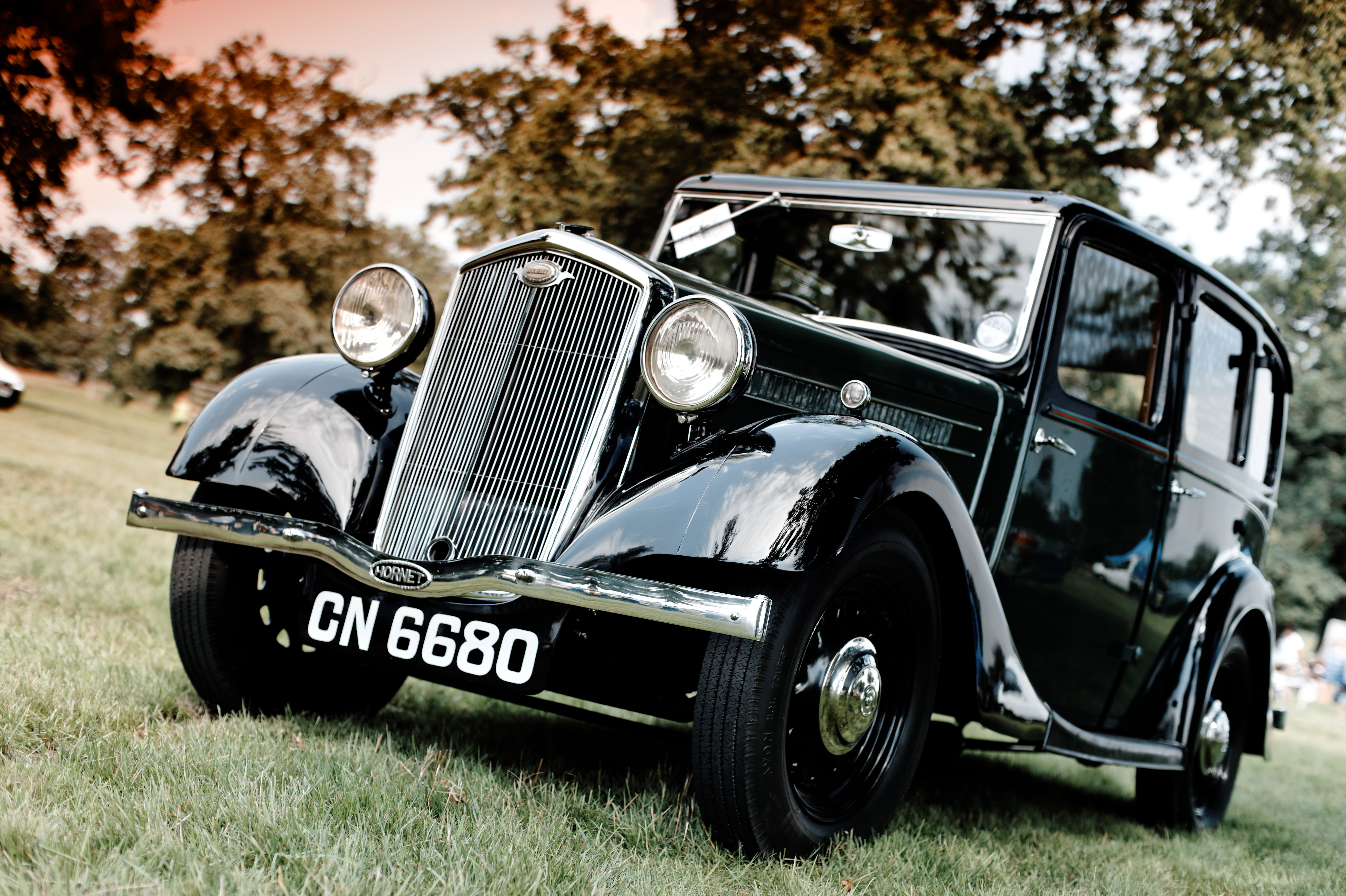
Nouvelle berline Hornet, mai 1935

« La voiture est maintenant plus puissante et plus spacieuse et ses dossiers anatomiquement corrects et ses coussins pneumatiques accueillent confortablement quatre personnes. À l'arrière, le plancher n'a pas de puits à pieds, les arches de roues sont larges… la voiture essayée aurait bien pu avoir des ventilateurs dans les flancs ».
Sur la route « les changements de vitesse ne sont pas difficiles à faire… la deuxième devrait être plus calme.… un peu de soin doit être pris pour sortir d'un virage serré à haute vitesse… de grands pneus à basse pression… la suspension avant serait peut-être meilleure sans carrossage. Un passager derrière avec seulement deux personnes à bord ressent un certain mouvement avant-arrière, non ressenti devant. La Spécial à des roues embouties faciles à nettoyer ».

## Le duc de Gloucester
Le Times rapporta que le Duc de Gloucester avait pris livraison d'une berline Wolseley Hornet 1934, comme il avait fait pour les deux années précédentes. Le Duc avait spécialement commenté deux caractéristiques, la boîte de vitesses synchronisée et la roue de secours.

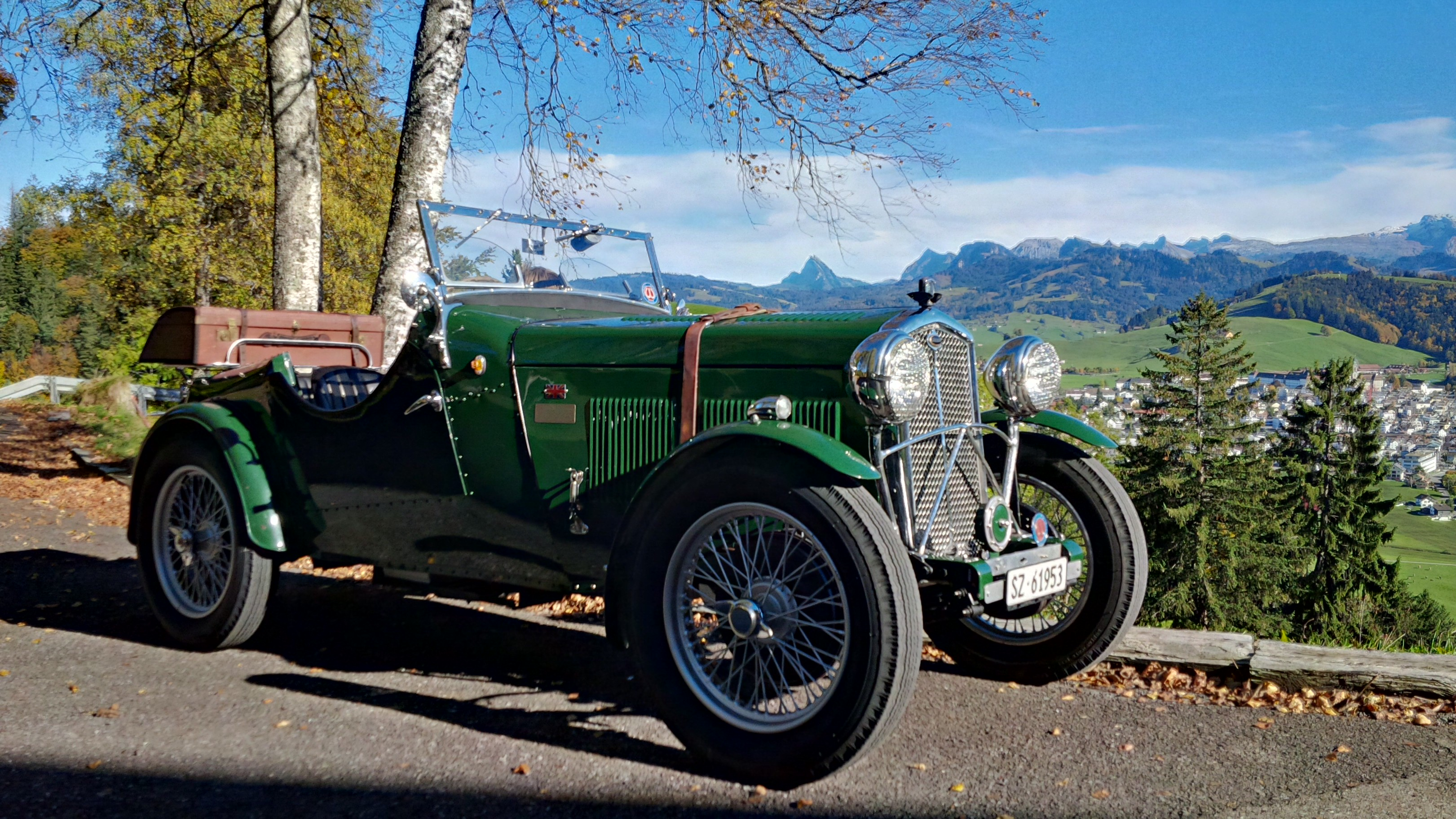
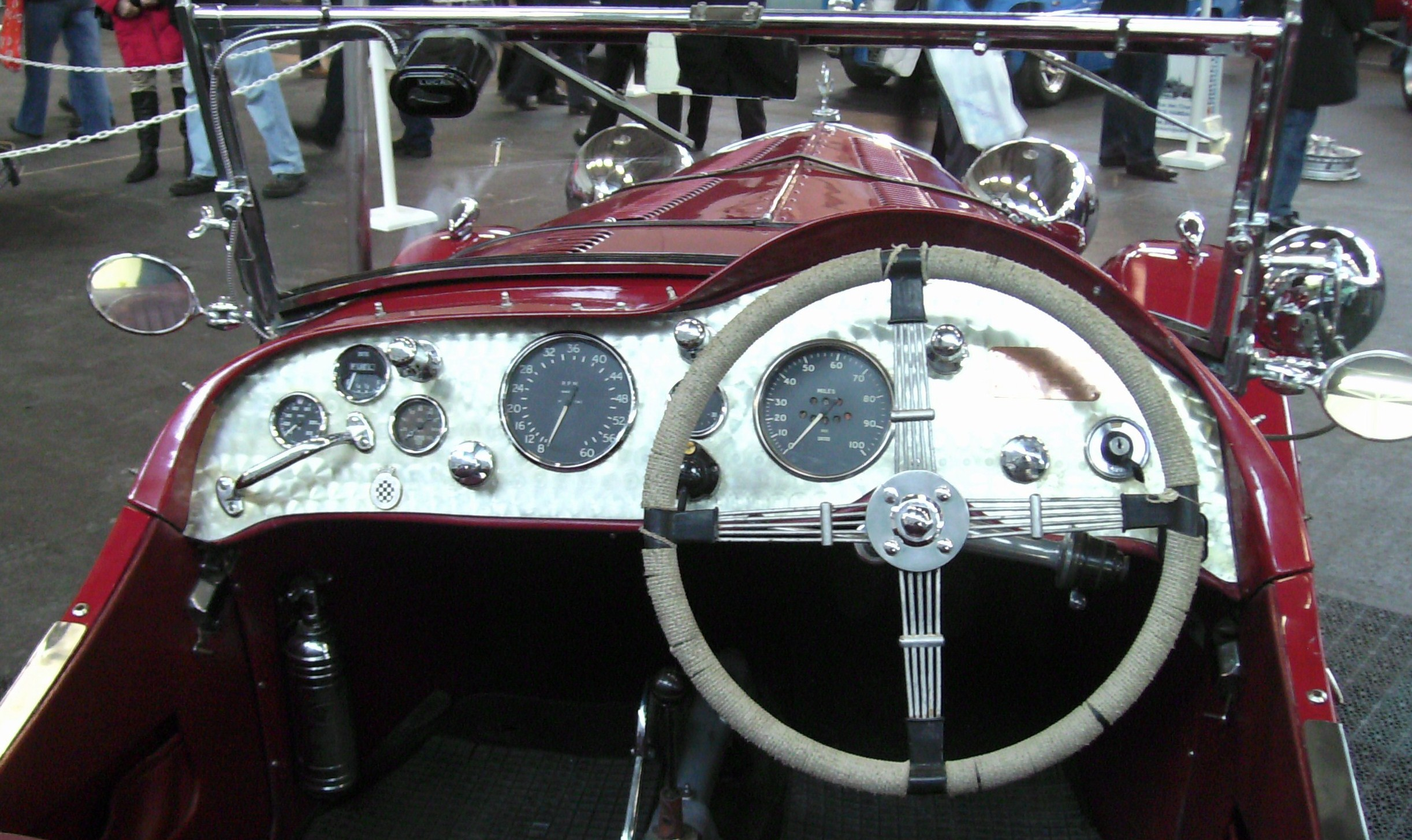
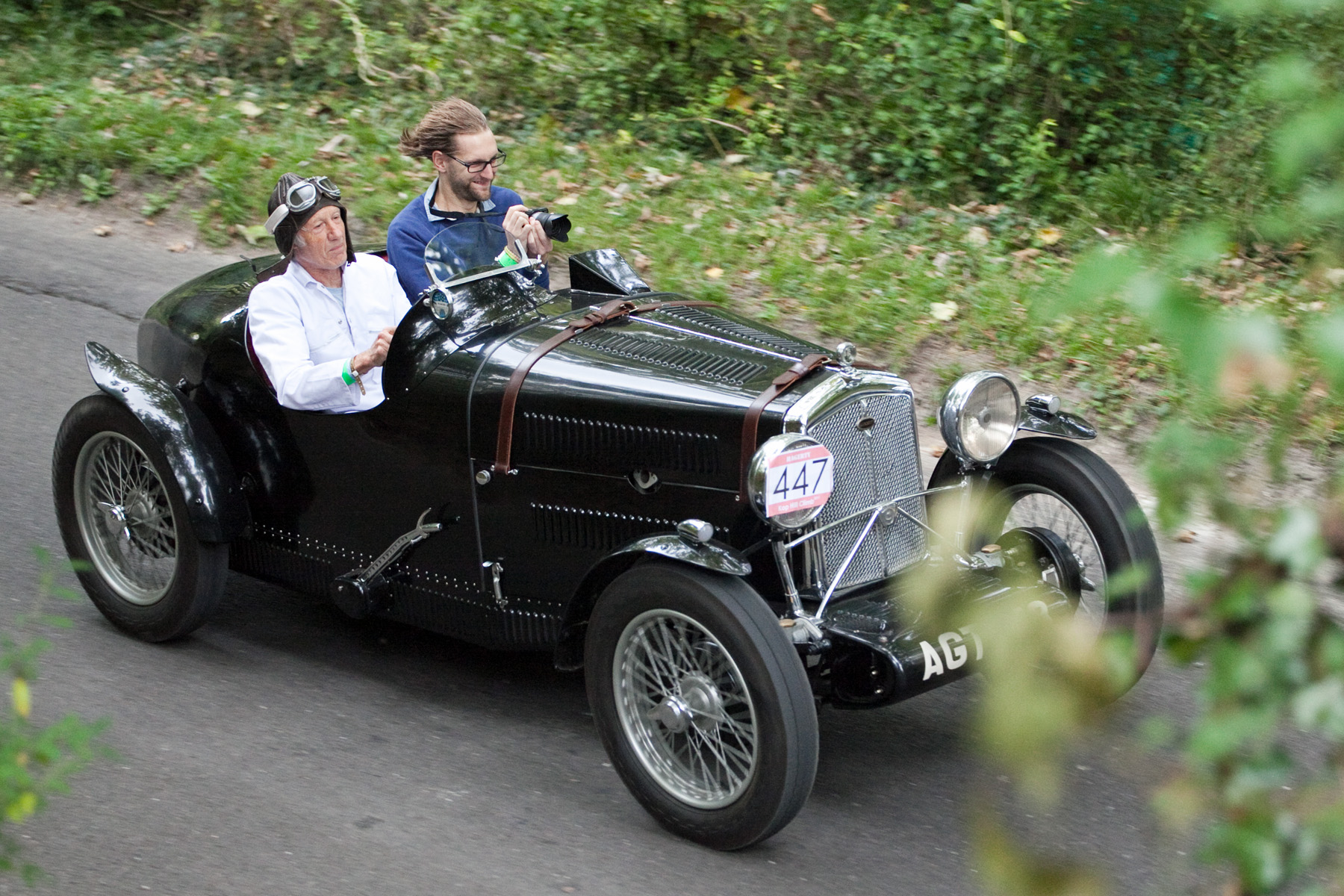
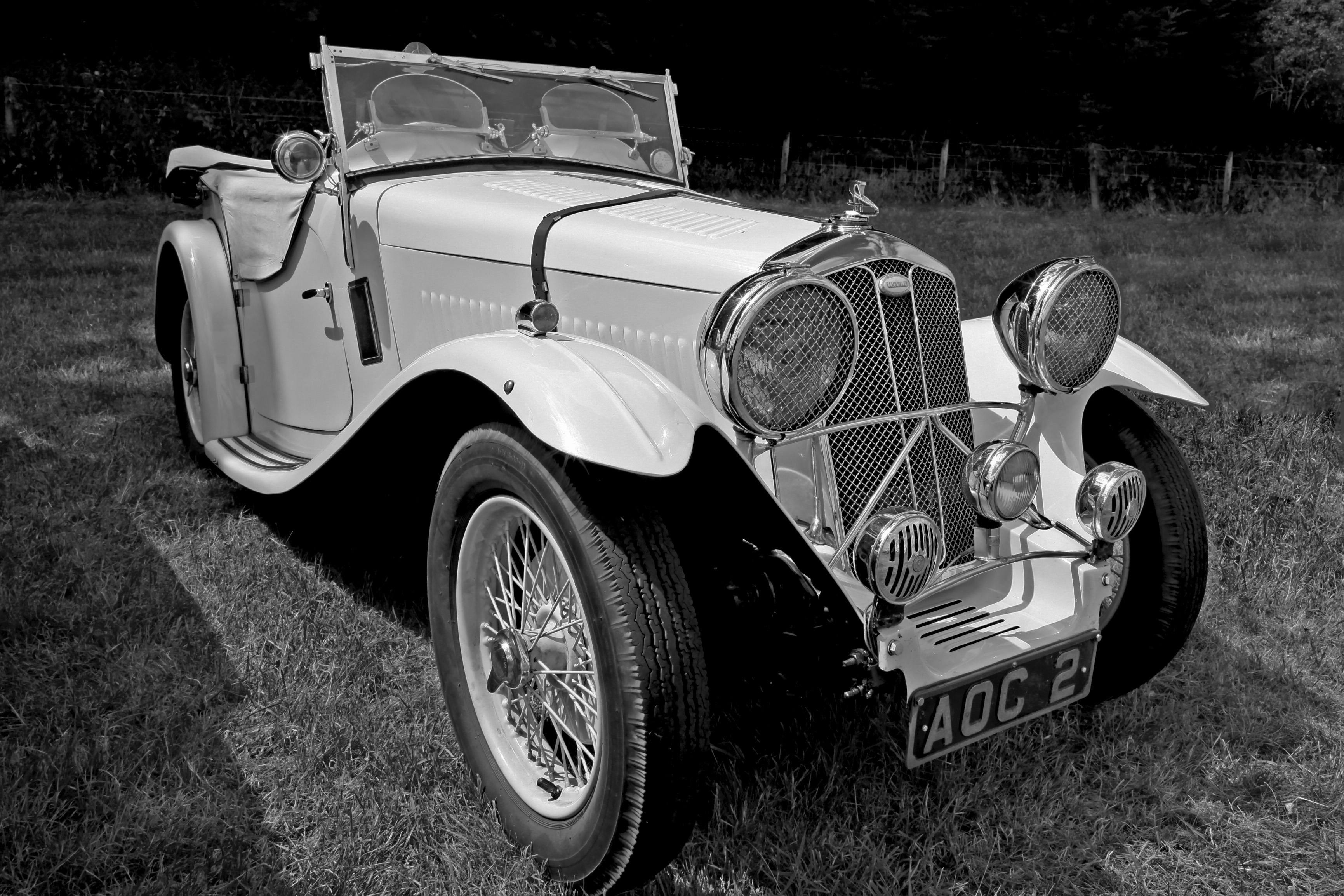
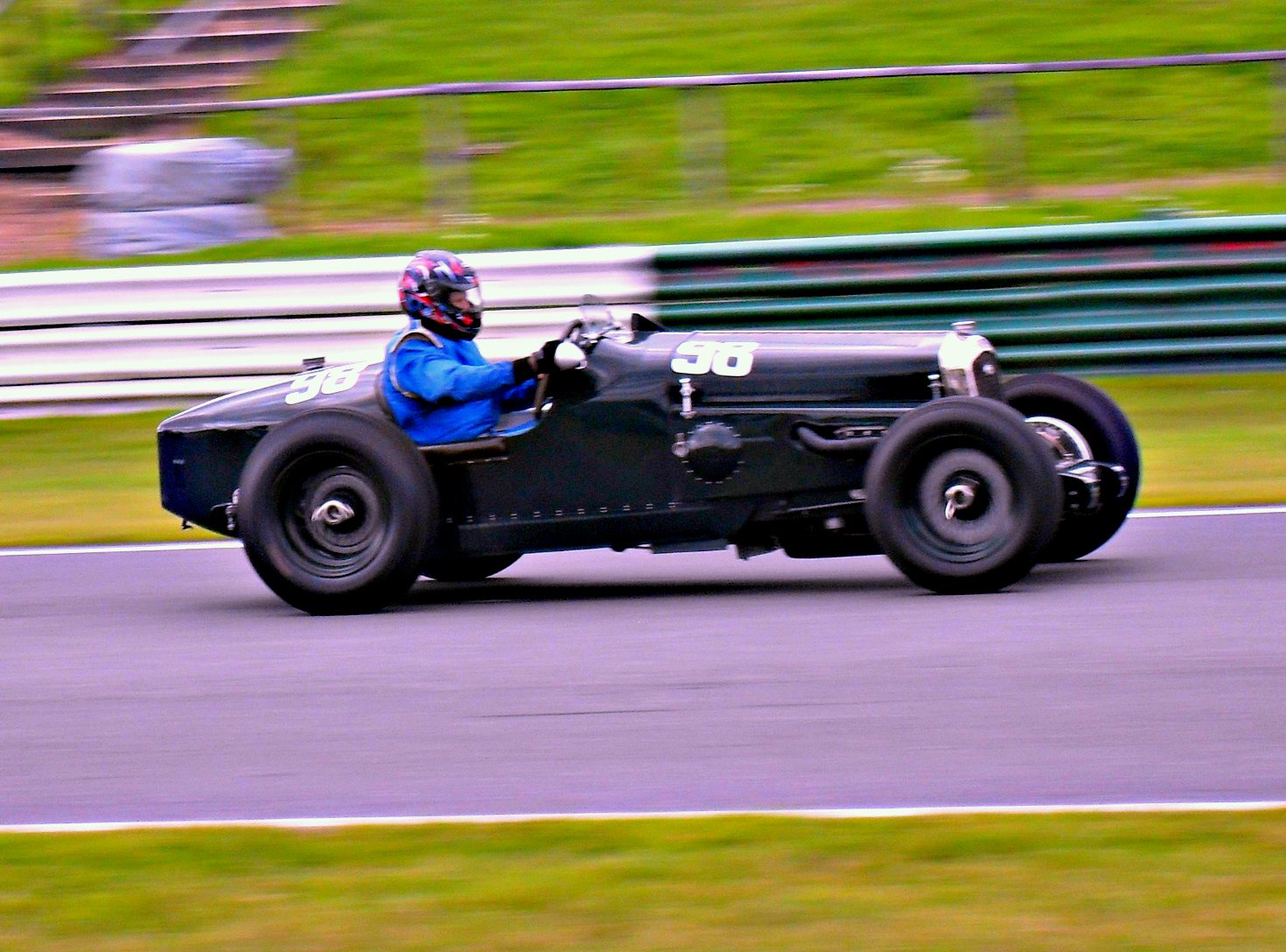

## HornetSpécial
Deux versions sportives furent vendues uniquement en châssis roulant Hornet Spécial. La première avec le moteur Hornet de 1 271 cm3, la seconde avec un moteur Wolseley Quatorze de 1 604 cm3. Ils étaient parfois appelés les châssis Spécial Vitesse. Des berlines et coupés Tickford ainsi que des carrosseries sportives ont été montés. Les voitures plus tard un grand S monté sur le bouchon du radiateur avec un petit H pour Hornet dans sa partie inférieure, le S en forme de serpent ou de col de cygne.

### Le moteur de1 271cm3
Le nouveau châssis Spécial fut annoncé le 18 avril 1932. Il avait un double carburateur, une compression plus élevée (pistons en forme de dôme) et de nombreuses petites modifications, y compris une version révisée du système d'échappement (collecteur à triple canalisations, tuyau de 5 cm pour le silencieux droit), ressorts de soupapes duplex, joints universels de métal dans l'arbre, une voie avant plus large de 7,5 cm et spécialement des grands tambours de freins de 30 cm. Le long levier de vitesses flexible est remplacé par un petit levier à déplacement court. Les roues sont des roues à visser Magna à rayons. Les roues à petit moyeux  Rudge-Whitworth étaient optionnelles et généralement préférées.
Un particulièrement grand compteur de vitesse (à rapide lecture, de 12,5 cm de diamètre), correspondant au compte-tours moteur et des phares de 25 cm sont fournis dans le kit complet pour le carrossier. Les grands phares étaient soutenus par des supports renforcés inclus dans le kit.
À l'automne 1933, pour améliorer sa respiration, le moteur reçut une culasse avec admission et échappement sur les côtés opposés. Le moulage du bloc a été redessiné afin d'augmenter sa rigidité et la Spécial a reçu le châssis à empattement long et d'autres modifications de la berline, y compris la roue libre.
Le châssis Spécial fut fourni à divers carrossiers spécialisés, en particulier Swallow, Whittingham & Mitchel, Jensen et, désormais également dans le groupe Morris, Cunard. 2307 ont été faites.

#### Carrossiers

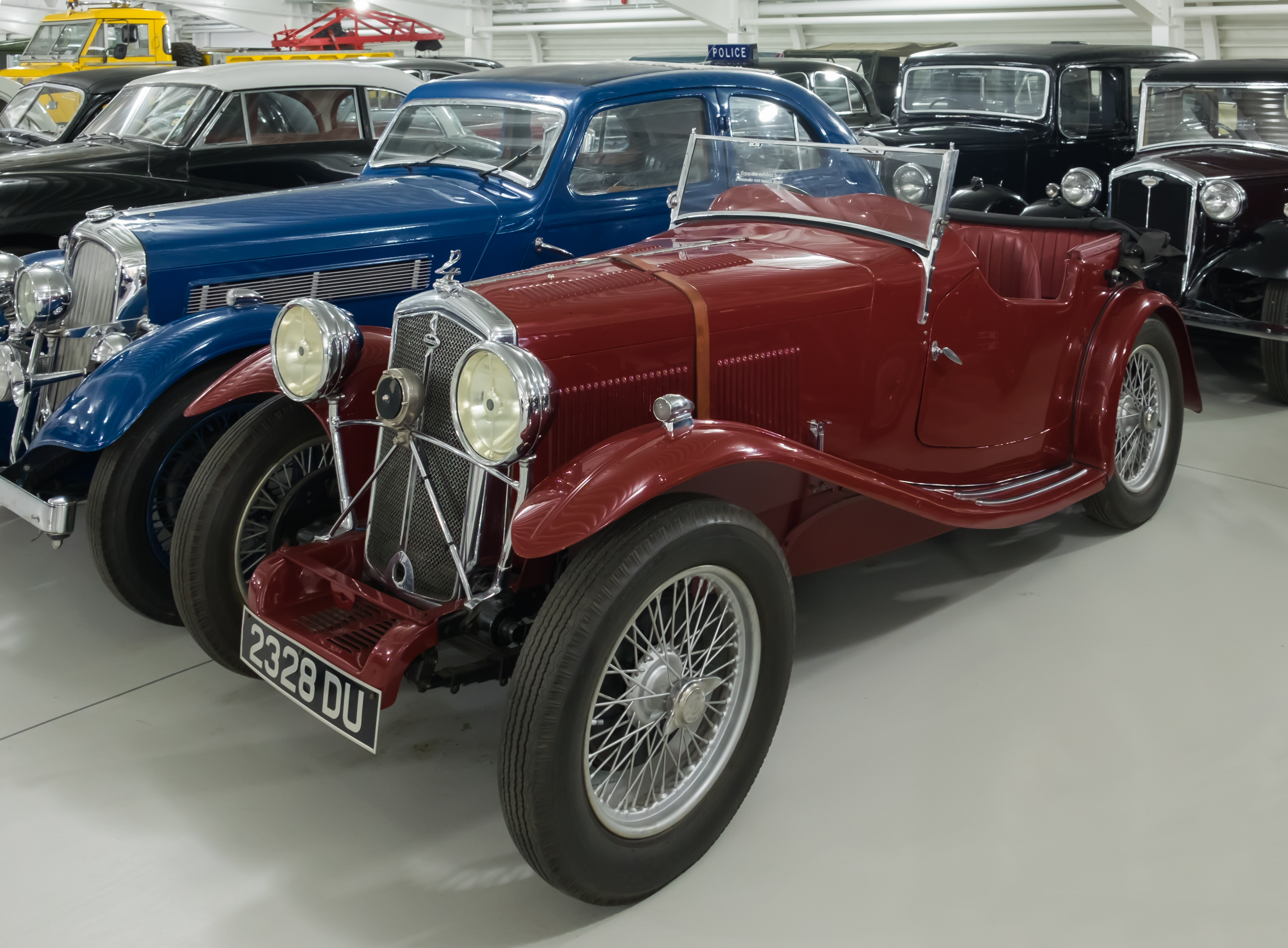
Une Hornet EW Spécial de 1932 exposée à Gaydon

Certaines carrosseries populaires furent faites par:
- Abbey: 4 places ouverte, 275 £
- Carrosseries Swallow (S. S.): 2 places ouverte 255 £ ou 4 places 260 £
- Kevill Davies & March: 2 / 4 places ouverte 289 £
- Maltby[note 2]: 4 places ouverte 259 £, coupé à toit fixe 269 £
- Patrick[note 3]: 4 places ouverte 250 £
- Jensen: coupé à toit fixe 275 £
- Eustace Watkins: Daytona 2 / 4 places ouverte 220 £, Ariel Tickford coupé à toit fixe 245 £

### Swallow
Les carrosseries montées sur le châssis Wolseley Hornet s'accordaient bien avec la gamme de produits Swallow. C'étaient les premières Swallow à 6 cylindres, la production commença en janvier 1931, avec une 2 places ouverte. Une quatre places suivit en automne. En avril 1932, le nouveau châssis Spécial arriva, et ces voitures furent très populaires. Elles furent les dernières spéciales carrossées chez Swallow, remplacées l'été 1933 par leur randonneuse SS1 annoncée en mars 1933.
Production:
- Spécial Hornet: 2-places — 21; 4-places — 185
- standard Hornet: 2-places — 100+; 4-places — 224 (la quantité de 2-places faites durant la première partie de l'année 1931 est inconnu)

Slogan publicitaire de la Wolseley Hornet-Swallow: "La touche Swallow qui signifie tellement".

### Eustace Watkins

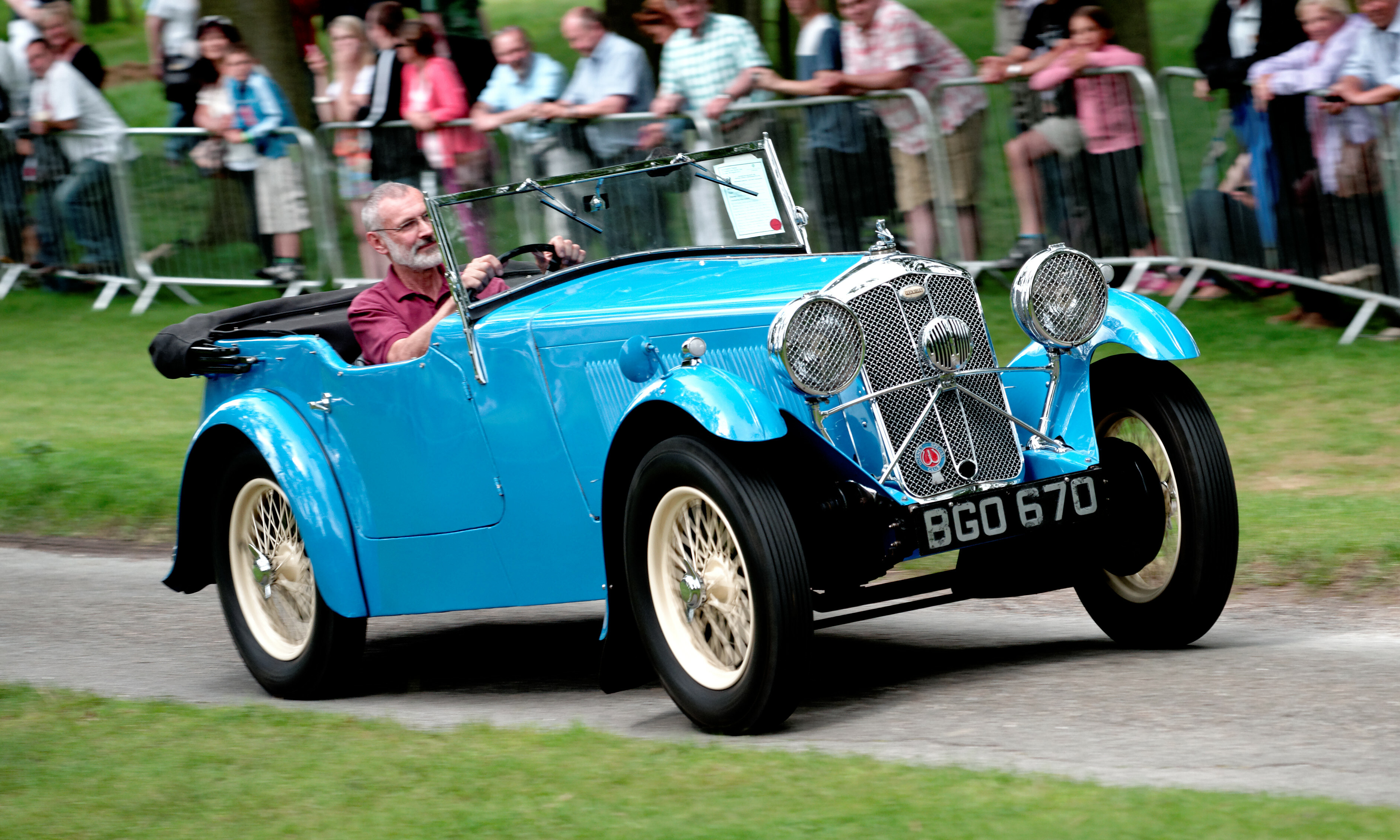
Une 1604 cm3 de fin 1934, avec roues à rayons à verrouillage central.

Le distributeur exclusif pour londres et sa banlieue des Wolseley, Eustace Watkins Limited, conçut et fournit ses propres E W Spéciales probablement assemblées par Abbey. Eustace Watkins présentait la 2 / 4 places Daytona et le coupé à toit fixe Silex.

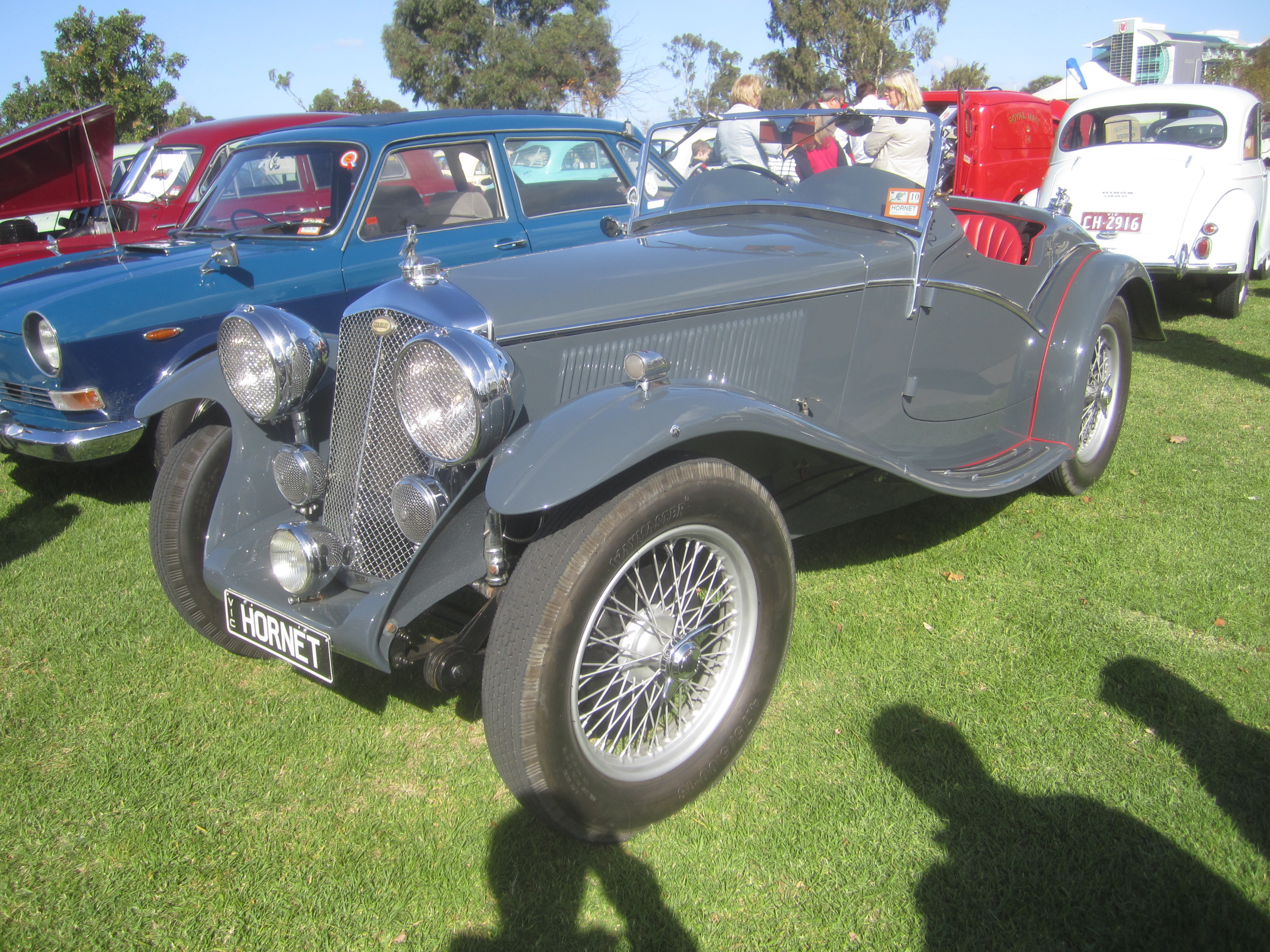
Spécial ouverte 2 places en Australie
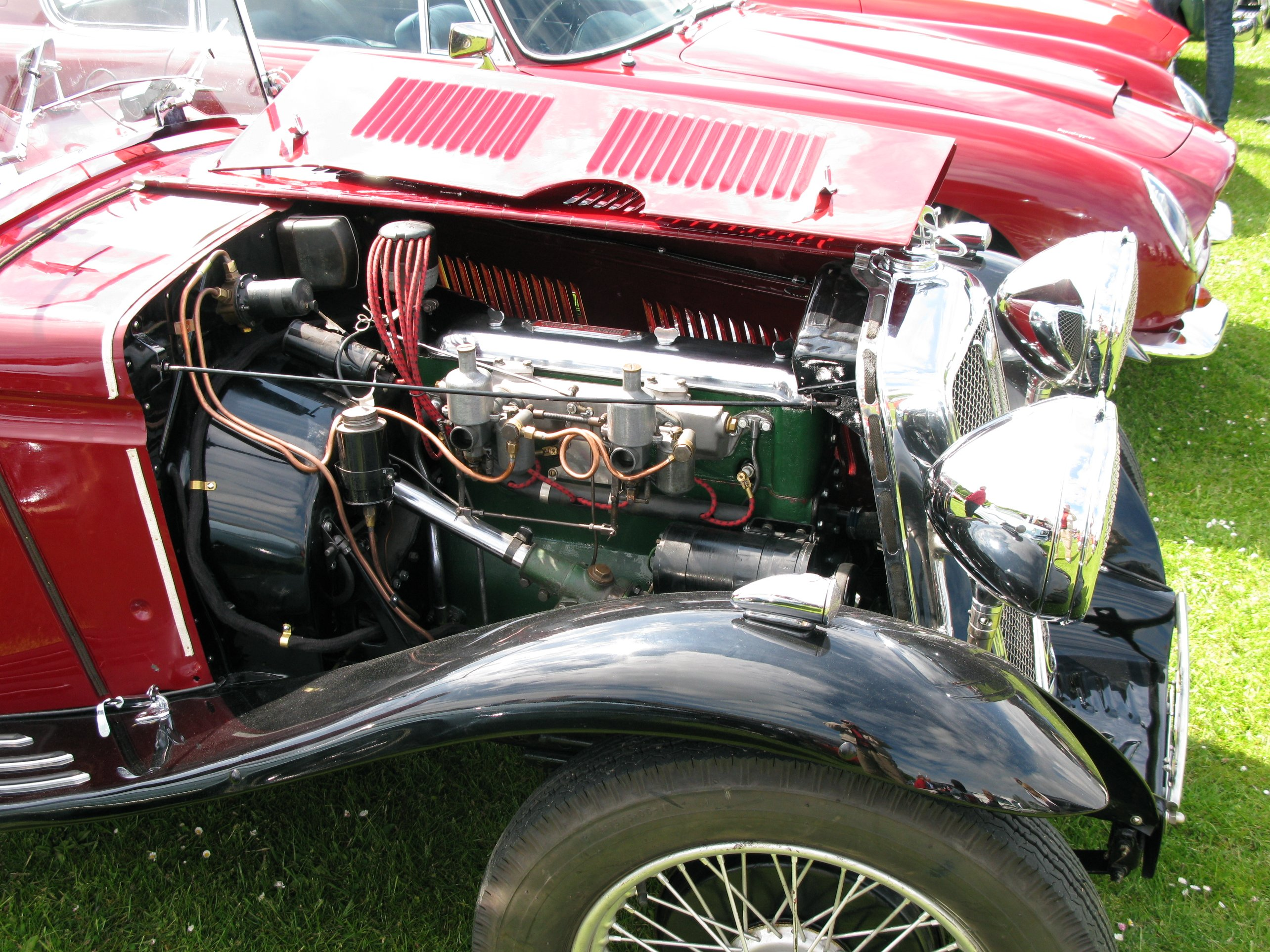
moteur de Spécial
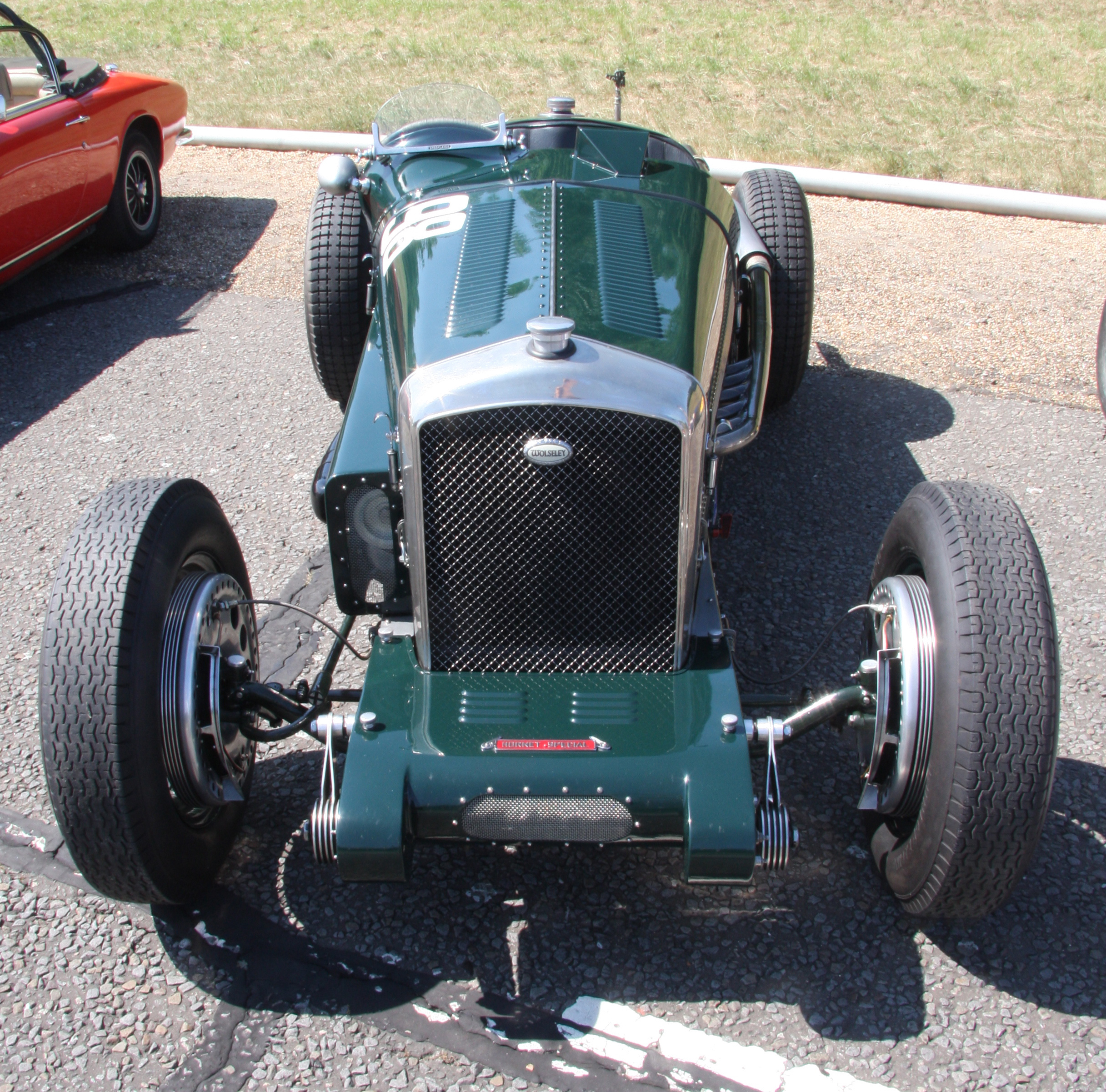
Voiture beaucoup modifiée, suralimentée

### Moteur de1 604cm3
Pour 1935, la Spécial reçut un moteur de 1 604 cm3 venant de la Wolseley Quatorze sur le châssis suspendu de 2,41 m, mais seulement 148 de ces châssis furent faits.

### Essai sur route de la Daytona HornetSpecialpar Sir Malcolm Campbell
Publié le samedi 2 juillet 1932. Sir Malcolm, tenant les records du monde de vitesse sur terre, essaya la Daytona, l'une des dernières Hornet Special, avec carrosserie deux ou quatre places de sport, dont le moteur de 1 271 cm3 est équipé de doubles carburateurs S. U.. Il écrivit qu'il était agréable de voir qu'une attention particulière ait été accordée au refroidissement et au nettoyage de l'huile moteur. Le moteur est conçu pour tourner à des vitesses allant jusqu'à 5 000 tr/min, ce qui peut être très vite atteint en troisième vitesse. La vitesse maximale se trouve dans la région de 120 km/h. La voiture est équipée de freins à tambour de trente centimètres extra larges. Des roues Rudge Whitworth ou Magna sont montées d'usine. Les sièges avant permettent d'être à l'aise, avec amplement assez d'espace pour les jambes d'un grand pilote, mais le siège arrière n'est pas recommandé pour un long voyage à deux personnes, par contre il est idéal pour accueillir des bagages mis à l'abri de la pluie par un couvre-tonneau. Les garde-boue sont du type cycle et ajoutent à l'apparence sportive de la voiture.
« Le moteur est très proche de la perfection… vif, stable et extrêmement silencieux, il fait son travail sans faire d'histoires ni se plaindre, atteint rapidement les 5 000 tr/min et une allure de croisière en troisième vitesse de plus de 100 km/h. La direction est légère, les freins sont puissants, travaillent en douceur et la suspension est bonne… lorsque les rapports de boîte sont judicieusement utilisés, l'accélération est vraiment incroyable ».
Cependant, Sir Malcolm considéra que les pédales d'embrayage et de frein étaient beaucoup trop petites et avec une surface trop lisse. Il a également regretté qu'il n'y ait pas de réglage externe pour les amortisseurs hydrauliques, réglage qu'il jugea nécessaire sur une voiture aussi légère et rapide.
Sir Malcolm résume par: « Cette voiture est vraiment très attrayante. Son accélération est tellement bonne qu'il faudrait vraiment une puissante voiture bien réglée pour lui tenir tête, et son entretien est faible ».